# Нетребко Олександр Юрійович
Олекса́ндр Ю́рійович Нетре́бко — полковник Національної поліції, учасник російсько-української війни.

## Біографія
2011 року закінчив Академію сухопутних військ імені гетьмана Петра Сагайдачного за спеціальністю «Управління діями підрозділів аеромобільних військ».
Проживає в місті Миколаїв. Колишній заступник 1-го батальйону 79 ОДШбр, зазнав двох бойових поранень. Після закінчення військової служби в 2018 році вступив до лав Департаменту патрульної поліції. Учасник подій в Нових Санжарах 20 лютого 2020 року.
З лютого 2022 року боронив Ірпінь, Ізюм, Лиман. Був командиром зведеної тактичної групи, яка проводила штурмові дії в Бахмуті.

## Нагороди
За особисту мужність і героїзм, виявлені у захисті державного суверенітету та територіальної цілісності України, вірність військовій присязі під час російсько-української війни капітан Нетребко Олександр нагороджений
- орденом Богдана Хмельницького III ступеня (31.10.2014)[3]
- орденом «За мужність» III ступеня (4.12.2014)[4]
- орденом Богдана Хмельницького II ступеня (14.3.2015)[5]